# Torre de la Closa
Torre de la Closa és un monument protegit com a bé cultural d'interès nacional del municipi de Montbrió del Camp (Baix Camp).

## Descripció
Torre de 5,40 m d'alçada per 4,60 m d'amplada, amb uns murs de 0,90 m de gruix. S'alça sobre una de les arcades que conformen la façana de l'Ajuntament, coberta amb volta de mig punt i per la qual travessa el carrer de la Closa.
La construcció resta integrada a la de l'Ajuntament. Té la part més altra enrrunada, però la façana posterior encara deixa veure el tipus d'aparell que la constituïa, fet amb pedra de mida irregular i sene escairar, lligada amb morter de calç. A l'altura del primer pis conserva una finestra, d'arc de mig punt adovellat, brancals també adovellats i ampit de pedra.

## Història
Torre de defensa d'època medieval que potser va formar part del recinte emmurallat del segle xiv.